# Cellosonate Nr. 4 (Beethoven)

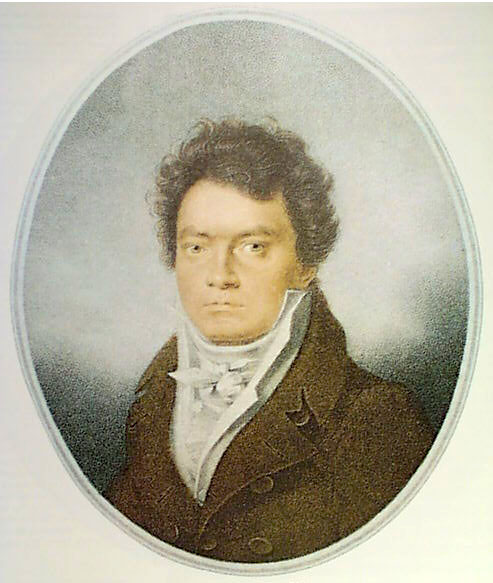
Beethoven-Porträt von Louis Letronne aus dem Jahr 1814.

Die Cellosonate Nr. 4 C-Dur op. 102,1 ist eine Sonate für Klavier und Violoncello von Ludwig van Beethoven.

## Entstehung
Beethoven schrieb die Cellosonaten op. 102 für seine langjährige Gönnerin, die Gräfin Anna-Maria Erdődy, und Joseph Linke, den Cellisten des Schuppanzigh-Quartetts, mit dem Beethoven vor allem durch die Aufführung seiner Streichquartette eng verbunden war. Die beiden Cellosonaten op. 102 entstanden im Sommer 1815 und wurden von Linke zusammen mit dem Beethoven-Schüler Carl Czerny uraufgeführt.

## Zur Musik
Zu der Zeit der Komposition der Cellosonaten op. 102 schrieb Beethoven, der u. a. mit der Überarbeitung seiner Oper „Fidelio“ beschäftigt war, außer der Klaviersonate Nr. 27 op. 90 kaum neuartige Musik, sondern beschäftigte sich konzentriert mit  Johann Sebastian Bachs Musik und speziell mit dessen Fugen, was sich auch in seinen letzten beiden Cellosonaten widerspiegelt. Die Sonaten op. 102 zählen zu Beethovens Spätwerk.
Die im Autograph als „Freje Sonate“ bezeichnete Sonate op. 102,1 ist aus zwei schnellen Sätzen mit jeweils einer langsamen Einleitung aufgebaut; ein solches Schema findet sich kein weiteres Mal in Beethovens Schaffen.

### 1. Satz: Andante – Allegro vivace
Den Aufbau dieses Satzes mit einer Andante-Einleitung in C-Dur und darauf folgendem Allegro in a-moll bezeichnete Musikwissenschaftler Carl Dahlhaus als „tonale Anomalie“.
Beethoven weicht an einigen Stellen von der Sonatensatzform ab, indem er beispielsweise die Wiederholung des Themas abbricht und stattdessen ein sechs Takte langer Abschnitt mit Überleitungscharakter folgt, was Hermann Danuser als „Brüchigkeit der musikalischen Prozessualität“ bezeichnete. Ferner eignet sich das zweite Thema von seiner Melodik her nicht als Seitenthema, sondern weist eher den Charakter einer Überleitungsgruppe auf. In der Durchführung wiederum ist die Themenentwicklung bereits nach 15 Takten beendet. Auch der Einsatz der Reprise ist unkonform, wenn diese zunächst nur im Cello sowie dem Klavierbass beginnt und die Oberstimme des Klaviers verspätet einsetzt.
Das in fünf Liedzeilen gegliederte Andante liefert die motivische Grundlage für die gesamte Sonate, womit Beethoven den in seiner Cellosonate Cellosonate Nr. 3 A-Dur op. 69 angedeuteten Vereinheitlichungsgedanken weiterentwickelt. Die Haupt- und Nebenstimme sowie die Begleitung im Andante sind nicht nach dem Sonatensatzschema komponiert, sondern bilden einen Komplex ineinander verwobener Stimmen, wobei Beethoven sich Johann Sebastian Bachs A-Dur-Violinsonate BWV 1015 zum Vorbild nahm.

### 2. Satz: Adagio – Allegro vivace
Für die Komposition der Adagio-Einleitung des zweiten Satzes nahm sich Beethoven Johann Sebastian Bachs E-Dur-Violinsonate BWV 1016 zum Vorbild. Musikwissenschaftler Martin Zenck sieht zwischen beiden Werken Parallelen „durch ihr Obligatwerden als integraler Bestandteil der Melodie“ und den Charakter beider Sätze als „reich ornamentiertes Instrumental-rezitativ mit ariosen Elementen“. Es folgt eine Variation des am Beginn der Sonate stehenden Andante.
Ursprünglich plante Beethoven an der Stelle des Rondo eine Fuge wie in der Sonate op. 102,2, komponierte aber stattdessen das nun vorliegende Fugato. Das Hauptthema des Schlusssatzes weist vorausweisende Anklänge auf die Ouvertüre von Beethovens Die Weihe des Hauses von 1822 auf.

## Wirkung
Beide Cellosonaten op. 102 sind der Gräfin Anna-Maria Erdődy gewidmet. Der Erstdruck der Sonaten wurde im Jahr 1817 vom Bonner Simrock-Verlag veröffentlicht.
Der kontrapunktische Charakter beider Sonaten sorgte für Verwirrung. In Anspielung auf die Sonate op. 102,2, deren Finale als Fuge komponiert ist, schrieb Adolf Bernhard Marx im Jahr 1824 in der Allgemeinen Musikalischen Zeitung über das Finale von op. 102,1: „Ein solcher Satz ist mehr werth, als eine Menge noch so künstlicher Fugen, die höheren Anforderungen nicht entsprechen“.

### Belege
- Begleitheft zur Doppel-CD Beethoven – Sämtliche Cellosonaten 1–5. Philips (Universal), 2004.
- Harenberg Kulturführer Kammermusik. 3., völlig neu bearbeitete Auflage. Meyers Lexikonverlag, Mannheim 2008, ISBN 978-3-411-07093-0.
- Jürgen Heidrich: Violoncellosonaten. In: Sven Hiemke (Hrsg.): Beethoven-Handbuch. Bärenreiter-Verlag u. a., Kassel u. a. 2009, ISBN 978-3-7618-2020-9, S. 476–482.

### Weiterführende Literatur
- Carl Dahlhaus: Zum Begriff des Thematischen bei Beethoven. Kommentare zu Opus 95 und Opus 102, 1. In: Friedhelm Döhl (Hrsg.): Beethoven '77. Beiträge der Beethoven-Woche 1977. Veranstaltet von der Musik-Akademie Basel. Amadeus, Zürich 1979, OCLC 601814077, S. 45–64.
- Hermann Danuser: Beethovens Cellosonaten opus 102. Einige form- und interpretationsanalytische Gedanken. In: Friedhelm Döhl (Hrsg.): Beethoven '77. Beiträge der Beethoven-Woche 1977. Veranstaltet von der Musik-Akademie Basel. Amadeus, Zürich 1979, OCLC 601814077, S. 65–78.